# Gérard Collomb
Pour les articles homonymes, voir Collomb.
Ne doit pas être confondu avec Francisque Collomb, maire de Lyon de 1976 à 1989.
Gérard Collomb, né le 20 juin 1947 à Chalon-sur-Saône (Saône-et-Loire) et mort le 25 novembre 2023 à Pierre-Bénite (Rhône), est un homme politique français.
Longtemps membre du Parti socialiste, il est député de 1981 à 1988, sénateur entre 1999 et 2017, maire de Lyon de 2001 à 2017 et de 2018 à 2020, ainsi que président de la métropole de Lyon de 2015 à 2017.
Il apporte son soutien à Emmanuel Macron lors de l'élection présidentielle de 2017 et rejoint La République en marche, quittant le PS. De 2017 à 2018, il est ministre d'État, ministre de l'Intérieur au sein des gouvernements Philippe I et II.
Candidat aux élections métropolitaines de 2020 dans la métropole de Lyon, il voit sa liste arriver en quatrième position au premier tour et fait alliance avec la liste de droite, en se retirant comme candidat à la présidence de la métropole. Il prend ensuite ses distances avec Emmanuel Macron.

## Situation personnelle

### Famille et vie privée
Gérard Collomb est le fils de Marc Collomb (1906-2004), ouvrier-métallurgiste, syndicaliste CGT, et de Marcelle Cuissard (1910-2004), femme de ménage,,. Ses parents sont originaires de la région lyonnaise. Il a une sœur aînée, Yvette Collomb (née en 1933).
Il se marie en premières noces en 1968 avec Geneviève Bateau (née en 1947). De ce mariage naissent deux enfants : Thomas (né en 1974), officier de police de 2000 à 2008, puis directeur d'une société de sécurité, et Anne Laure (née en 1976), docteur en histoire de l'art. Gérard Collomb et Geneviève Bateau divorcent en 1994.
En couple avec Meriem Nouri, il a un fils, Alexandre Collomb.
Gérard Collomb se marie en secondes noces en 2001 avec Caroline Rougé (née en 1976), magistrate administrative, affectée au tribunal administratif de Paris en 2018, et à la tête de la fédération du Rhône de La République en marche de 2017 à 2019. De ce mariage, naissent deux enfants : Clémence (née en 2004) et Camille (née en 2007).

### Études et carrière professionnelle
Après une khâgne au lycée du Parc, où il est l'élève de Jean Lacroix, puis des études supérieures à la faculté des lettres de Lyon, Gérard Collomb devient professeur agrégé de lettres classiques en 1970. Il enseigne dans plusieurs lycées de la région, notamment au lycée Jean-Perrin dans le 9e arrondissement de Lyon et plusieurs années au lycée René-Cassin de Tarare.
Passionné de philosophies grecque et latine, une de ses principales références philosophiques est Saint-Simon.
Franc-maçon depuis 1989 et membre du Grand Orient de France, il ne cache pas son appartenance à la franc-maçonnerie,.

## Parcours politique

### Débuts

Affiche électorale de Gérard Collomb lors des élections municipales de 1983 à Lyon.

Gérard Collomb adhère en 1968 à la Convention des institutions républicaines (CIR). Dès la fin des années 1960, il participe à la refondation du Parti socialiste dans le Rhône. Il entre au conseil municipal de Lyon en 1977.

### Député

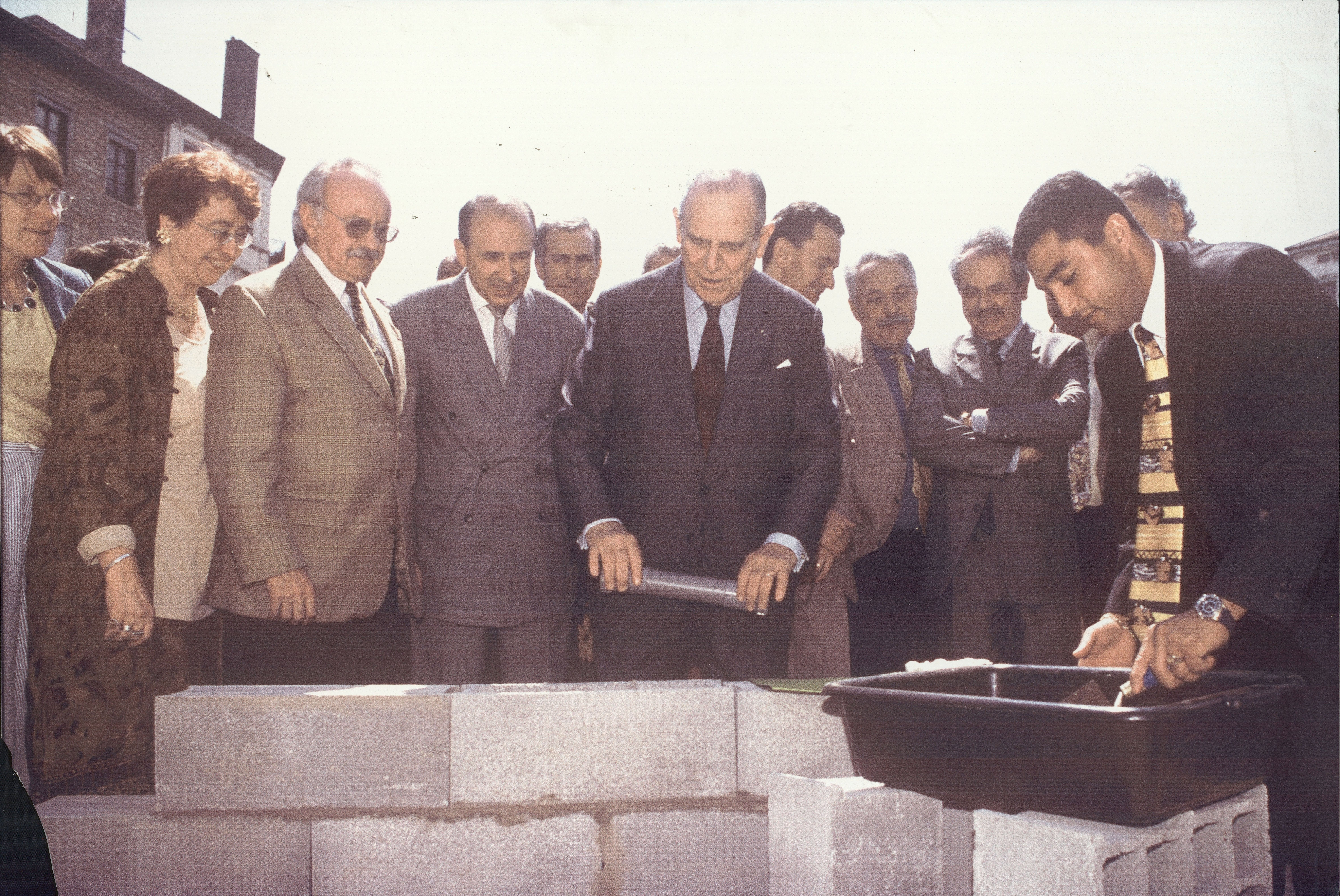
Gérard Collomb, à la fin des années 1990, lors de la pose de la première pierre de la médiathèque du Lyon-Vaise, aux côtés du maire de Lyon Raymond Barre.

Il est élu député dans la 2e circonscription du Rhône le 21 juin 1981, à l'âge de 34 ans, battant le député sortant, Roger Fenech (UDF). Il est réélu le 16 mars 1986 à l'occasion du scrutin proportionnel, dans le département du Rhône.
En 1988, candidat aux élections législatives dans la 1re circonscription du Rhône, il est battu par Bernadette Isaac-Sibille (UDF). En 1997, il est candidat aux élections législatives dans la 1re circonscription du Rhône face à la députée sortante Bernadette Isaac-Sibille. Il est battu au second tour avec 48,69 % des voix.

### Sénateur
Il devient sénateur pour le Rhône en 1999 à la suite de la démission de Franck Sérusclat. Il est réélu le 26 septembre 2004 et le 28 septembre 2014.
Au Sénat, il est membre de la commission des Lois ainsi que de la délégation sénatoriale aux Collectivités territoriales et à la Décentralisation.
En 2016, ses indemnités de sénateur sont plafonnées à 4 000 euros par mois du fait de son absentéisme au Sénat, une baisse de revenu qu'il décrit comme ressemblant à « un vrai cauchemar »,,.

### Maire de Lyon

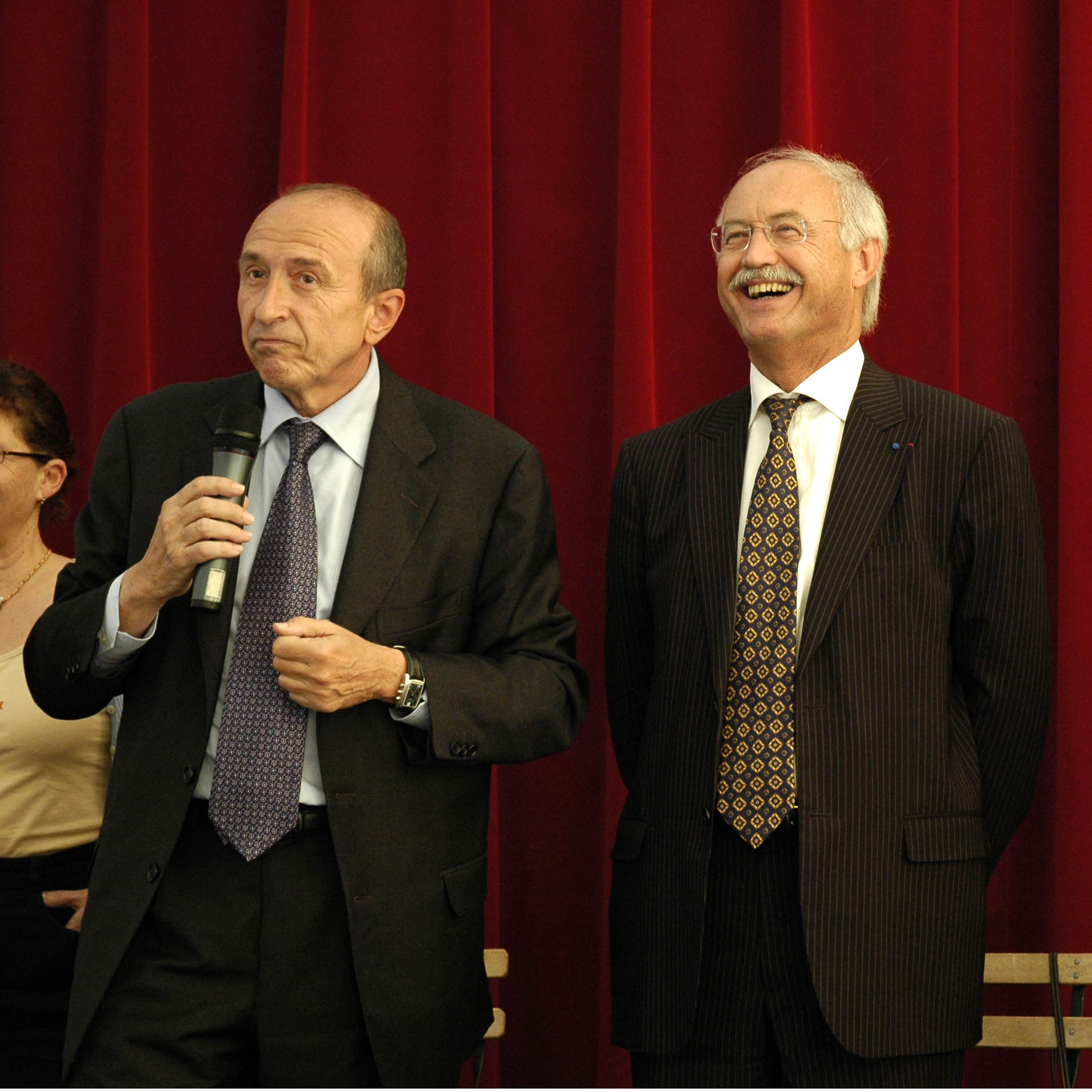
Gérard Collomb et Jean-Louis Touraine en 2007.

La gauche plurielle remporte trois arrondissements aux élections municipales de 1995 ; élu maire du 9e arrondissement de Lyon, il intègre l'exécutif du Grand Lyon, présidé par Raymond Barre.
Se disant saint-simonien, proche des entreprises, il favorise l'implantation, dans son arrondissement, de grandes sociétés, telles que la Cegid, dirigée par Jean-Michel Aulas, ou Infogrames Entertainment, pilotée par Bruno Bonnell.
Il remporte les élections municipales de 2001 contre Michel Mercier (UDF) et Charles Millon (DLC), ses listes obtenant 48,5% au 2nd tour. Il est élu maire de Lyon le 25 mars, succédant à Raymond Barre, qui ne se représentait pas.
À la tête de la ville, il dote l'agglomération lyonnaise d'un système de location de vélos en libre-service : Vélo'v, et fait aménager les berges du Rhône, en reprenant un projet de Raymond Barre de Reconquête du Rhône et de la Saône, puis en entamant l'aménagement du quartier de La Confluence (2e arrondissement de Lyon), commençant par le bassin nautique relié à la Saône (inauguré en juin 2010), point de départ du Projet Confluence qu'il fait aménager en 2 phases (2000 - 2015, commencée en 2003, et 2015 - 2030, commencée en 2017), prolongé par le projet Rive de Saône, de la pointe du confluent Rhône - Saône jusqu'au nord de la métropole de Lyon. Il a aussi lancé plusieurs projets de tour dans le quartier de La Part-Dieu (3e arrondissement de Lyon) notamment la tour Oxygène et la tour Incity.
Le 9 mars 2008, la liste qu'il conduit l'emporte dès le premier tour en gagnant six arrondissements et en laissant son adversaire Dominique Perben (UMP) avec 30 % des voix.
Gérard Collomb déclare en octobre 2012 qu'il se refusera à marier des personnes de même sexe : « Je laisserai le soin à mes maires et à mes adjoints de célébrer ces mariages », annonce-t-il sur Europe 1, expliquant s'être « longtemps interrogé sur le mariage homosexuel » et n'y être pas favorable. « Il y a quelque chose qui me semble plus important sur le long terme : c'est que l'on évite de faire en France ce que l'on fait aux États-Unis, en Californie par exemple, c'est-à-dire une véritable industrie du portage d'enfants. Ça, ce serait une vraie difficulté pour notre société », précise-t-il. Il est visible sur une photographie, prenant la pose aux côtés d'une famille manifestant contre le projet de loi Taubira.
En dépit d'un contexte national difficile, la liste de Gérard Collomb l'emporte au second tour des élections municipales de 2014 à Lyon, avec près de 16 points d'avance sur son adversaire Michel Havard (UMP), battu dans son propre arrondissement. C'est à ce titre la plus large victoire d'un candidat socialiste dans les grandes villes de France pour ces élections municipales de 2014. Le 16 avril 2014, après avoir été réélu maire de Lyon par le conseil municipal de la ville, il est réélu président du Grand Lyon dès le premier tour, avec 92 voix, contre 58 pour son adversaire François-Noël Buffet (UMP).
Le 1er janvier 2015, il devient le premier président du conseil de la métropole de Lyon, collectivité de plein exercice qui fusionne la communauté urbaine du Grand Lyon et le conseil général du Rhône sur le territoire du Grand Lyon.

### Cadre du Parti socialiste
Il est nommé responsable au sein du Parti socialiste des relations avec les autres mouvements politiques et les syndicats, puis devient secrétaire national en 1986. Leader de l'opposition au sein du conseil municipal de Lyon, c'est lui qui mène l'opposition à Michel Noir quand celui-ci est élu maire en 1989. Nommé secrétaire national du Parti socialiste, délégué aux relations extérieures puis aux pays en voie de développement, Gérard Collomb participe à la création de la Fondation Jean-Jaurès, dont il devient secrétaire général dès sa création en 1992. Il sera aussi membre du Conseil économique et social de 1994 à 1999 et conseiller régional de la région Rhône-Alpes de 1992 à 1999.
En mai 2003, il est désigné président du Conseil national du Parti socialiste. Le 26 septembre 2004, il est réélu sénateur du Rhône. Élu en juin 2005, président de la Commission coopération décentralisée du réseau mondial CGLU, puis président de l'Agence mondiale de solidarité numérique en juillet 2005, il préside également la Commission des affaires européennes et internationales au sein de l'AMGVF. Élu en octobre 2006 à la présidence de l'Association des communautés urbaines de France, Gérard Collomb, préside également de novembre 2006 à novembre 2008 Eurocities, réseau qui fédère les 130 métropoles les plus importantes d'Europe.
Pragmatique et social-démocrate, Gérard Collomb a été au sein du Parti socialiste dans la mouvance de Dominique Strauss-Kahn avant de soutenir Ségolène Royal lors de la campagne de l'élection présidentielle de 2007.
Au congrès de Reims, qui s'est tenu du 14 au 16 novembre 2008, il mène, en tant que premier signataire et animateur de la motion E : « L'espoir à gauche, fier(e)s d'être socialistes ».
Candidat putatif à la primaire socialiste de 2011, il a publié un essai politique en mars 2011 : Et si la France s'éveillait…. Finalement non-candidat, il soutient dans un premier temps Dominique Strauss-Kahn, puis apporte son soutien à la candidature de François Hollande en vue de l'élection présidentielle de 2012, et fait partie de son équipe de campagne en tant que responsable pour les relations avec les entreprises et les grandes villes.
Lors de son soutien à Emmanuel Macron en vue de l'élection présidentielle de 2017, il se voit menacé d'exclusion du Parti socialiste,. Après sa nomination au gouvernement Édouard Philippe, la question de son appartenance au PS se pose une nouvelle fois. En mars 2018, le coordinateur du PS, Rachid Temal, déclare qu'« il n'y a aucun socialiste au gouvernement », dont aucun membre ne pourra selon lui voter au congrès d'Aubervilliers.

### Ralliement à Emmanuel Macron
À partir de juillet 2016, il soutient ouvertement le mouvement En marche créé par Emmanuel Macron, ministre de l'Économie de 2014 à 2016,. Pour Luc Rosenzweig, Lyon sous la direction de Gérard Collomb a été, par son alliance de la social-démocratie avec le monde de l’entreprise, « un laboratoire du macronisme avant même que le dénommé Macron songe à entrer par la grande porte dans l’arène politique. ».
Il adhère ensuite à La République en marche,,,.

### Ministre d'État, ministre de l’Intérieur

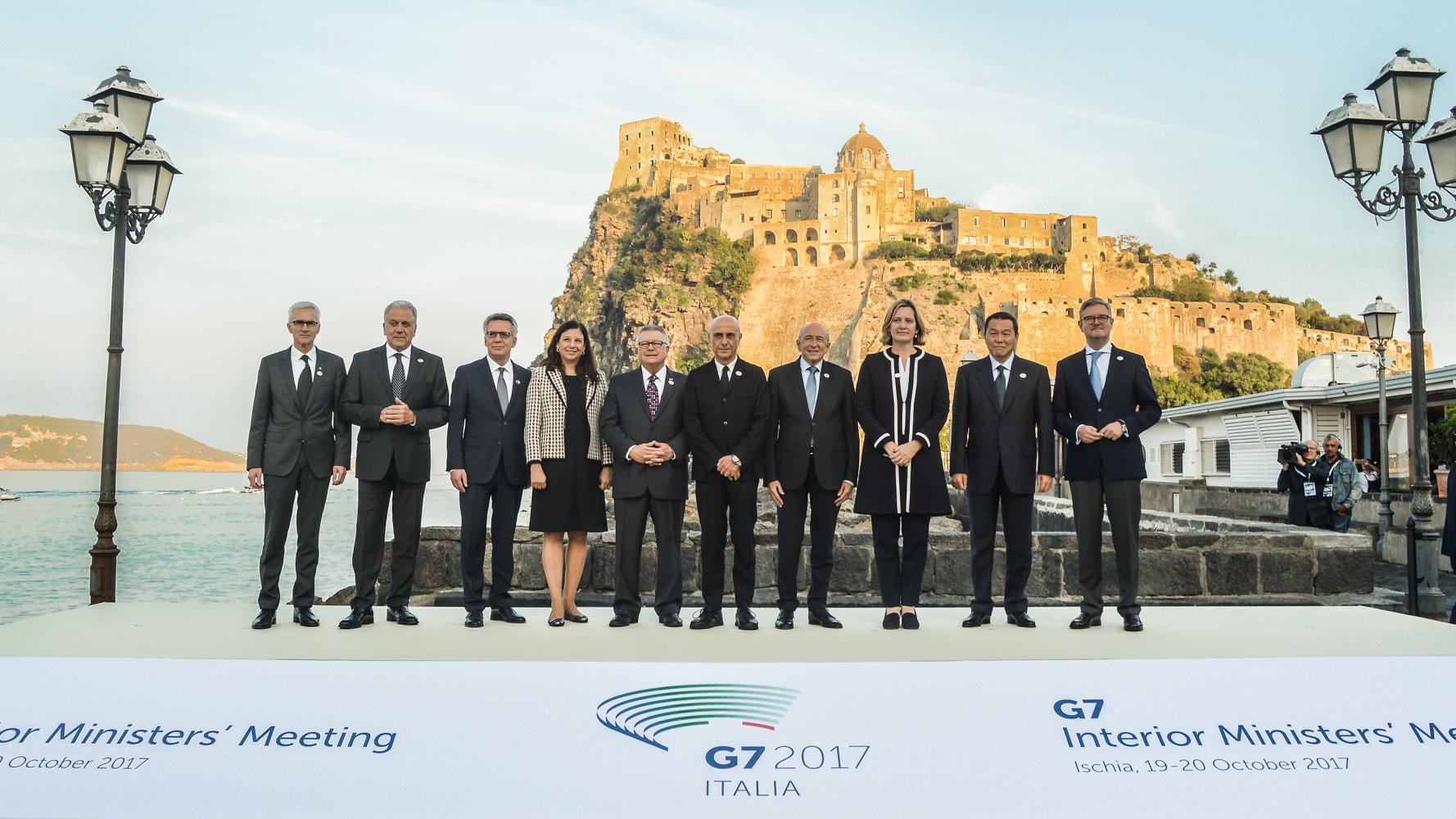
Les ministres de l'Intérieur du G7 réunis à Ischia, en Italie, en octobre 2017.

Le 17 mai 2017, il est nommé ministre d'État, ministre de l'Intérieur dans le gouvernement Édouard Philippe. Il est deuxième dans l'ordre protocolaire du nouveau gouvernement. À la suite de sa nomination place Beauvau, Gérard Collomb annonce qu'il abandonnera ses fonctions de maire de Lyon et de président de la métropole après les élections législatives,. Cependant, il reste conseiller dans ces deux collectivités territoriales. Le Parti socialiste indique en 2018 que Gérard Collomb est devenu membre de La République en marche.
Gérard Collomb commence son action en affichant, d'après Le Monde, « sa volonté de mettre en œuvre une politique répressive en matière migratoire », notamment à Calais et dans le Dunkerquois. En juin 2017, des violences policières récurrentes sont dénoncées par les migrants, les acteurs de la société civile qui leur viennent en aide et le Défenseur des droits, Jacques Toubon,. Alors qu'Emmanuel Macron avait laissé entendre durant sa campagne électorale qu’il était disposé à « rouvrir le sujet » du règlement Dublin III, Gérard Collomb indique peu après sa nomination que la procédure Dublin serait bien appliquée.
Son directeur de cabinet est Stéphane Fratacci. Relevant que celui-ci est « connu pour avoir été le préfet du Doubs lors de l’affaire Leonarda, mais aussi le secrétaire général du très critiqué ministère de l'Immigration, de l'Intégration, de l'Identité nationale et du Développement solidaire sous la présidence de Nicolas Sarkozy », l'universitaire Josselin Dravigny estime, en juillet 2017, que « l’inclinaison sécuritaire de ce spécialiste des questions migratoires semble déjà visible sur le terrain ».
Fin 2017, il porte le projet de loi renforçant la sécurité intérieure et la lutte contre le terrorisme, visant à transposer dans le droit commun certaines mesures de l'état d'urgence.
Il défend, en 2018, un projet de loi sur l'asile et l'immigration, qui suscite des tensions au sein de la majorité parlementaire. En mars 2018, lors des attentats de Carcassonne et Trèbes, il affirme que rien ne laissait présager la radicalisation et le passage à l'acte du terroriste, avant d'être contredit par le procureur de la République de Paris, qui révèle qu'il était fiché S et FSPRT.
En juillet 2018, dans le cadre de l'affaire Benalla, Gérard Collomb est accusé par ses opposants d'avoir « menti par omission » en s'abstenant de porter à la connaissance du procureur de la République les délits présumés commis par le chargé de mission et de la sécurité du président de la République. Il lui est reproché le non-respect de l'article 40 du Code de procédure pénale. Lors de son audition par la commission des Lois de l’Assemblée nationale, le 23 juillet, il prononce des réponses « évasives » : d'après 20 minutes, il se défend « de tout manquement personnel » et « se défausse largement sur la Préfecture de police et le cabinet d’Emmanuel Macron ». Gérard Collomb ne bénéficie pas d'une forte considération de la part du monde policier du fait de sa faible implication dans plusieurs dossiers ; en septembre 2018, lorsque son chef de cabinet, Jean-Marie Girier, quitte le ministère, un policier déclare que « c’est le vrai ministre de l'Intérieur qui quitte le navire ».
Dans un entretien accordé à L'Express en septembre 2018, Gérard Collomb annonce qu’il sera candidat à la mairie de Lyon en 2020, et qu’il quittera ses fonctions ministérielles en amont, afin de préparer sa campagne. Cette annonce intervient dans un contexte de dégradation de ses relations avec Emmanuel Macron, notamment après qu’il a avancé le manque « d’humilité » de l’exécutif comme raison de la baisse du chef de l’État dans les sondages,,. En mars 2019, Caroline Collomb déclare que « Gérard Collomb a fait le choix de démissionner du gouvernement pour des raisons politiques qui lui appartiennent, notamment suite à l'affaire Benalla ».
Le 1er octobre 2018, il présente sa démission du gouvernement à Emmanuel Macron, qui la refuse,. Il réaffirme pourtant son intention de démissionner de ses fonctions le même jour, puis de nouveau le lendemain, ce qui contraint le gouvernement à entériner son départ. Selon le constitutionnaliste Bastien François, « si le Président met fin aux fonctions d’un ministre, sur le papier, c’est parce que c’est lui qui signe le décret de nomination ». Ses fonctions sont assurées par intérim par le Premier ministre, Édouard Philippe, avec qui il entretenait des relations tendues depuis plusieurs mois.

### Retour à Lyon et échec aux élections métropolitaines
Georges Képénékian, qui l’avait remplacé à la mairie de Lyon en 2017, démissionne de son mandat afin de permettre à Gérard Collomb, resté conseiller municipal, de redevenir maire. Gérard Collomb est réélu le 5 novembre 2018 avec 41 voix sur 73 alors que sa majorité dispose de 46 sièges au conseil municipal. Dans le même temps, il annonce qu'il ne se présentera pas aux élections municipales sous la bannière LREM, préférant une plateforme locale réunissant plusieurs tendances politiques.
Il retrouve également son siège de sénateur le 4 novembre 2018. Ce dernier mandat expire automatiquement le 5 décembre suivant, 30 jours après son élection comme maire, conformément à la loi sur le cumul des mandats, qui ne permet plus de cumuler un mandat parlementaire avec une fonction exécutive locale,,.
En revanche, il ne parvient pas à récupérer la présidence de la métropole de Lyon, que souhaite conserver David Kimelfeld. Les deux hommes sont concurrents pour obtenir l'investiture LREM à l'élection métropolitaine, qui doit avoir lieu en même temps que les élections municipales.
Le 5 décembre 2018, dans le contexte du mouvement des Gilets jaunes, Gérard Collomb explique avoir, à plusieurs reprises, « alerté le président Macron sur le risque de fracture entre territoires métropolitains et territoires ruraux ou semi-ruraux » à cause de la prépondérance du « pouvoir central » dans la politique de ce dernier.
À la suite de l'attentat de la rue Victor-Hugo de Lyon de mai 2019, le parquet de Paris « recadre » Christophe Castaner et Gérard Collomb. Le procureur de la République reproche au maire de Lyon et au ministre de l’Intérieur d’avoir pris l’initiative de communiquer sur les investigations alors même que certaines perquisitions n'avaient pas encore eu lieu.
Le 5 juin 2019, des perquisitions ont lieu à la mairie de Lyon et à son domicile dans le cadre d'une enquête préliminaire ouverte par le Parquet national financier (PNF) en raison de soupçons de détournement de fonds publics. Gérard Collomb est accusé d'avoir fait bénéficier son ex-compagne Meriem Nouri de plusieurs emplois municipaux pendant plus de vingt ans.
L'affaire a des retombées sur les débuts de la campagne municipale de 2020 : Nathalie Perrin-Gilbert (LFI) lui demande en novembre 2019 de présenter des excuses aux Lyonnais, l'accusant d'avoir fait une « Pénélope Fillon »,.
Investi par LREM pour les élections métropolitaines de 2020, Gérard Collomb entend former un ticket avec Fouziya Bouzerda, membre du MoDem ; mais c’est Yann Cucherat qui est choisi comme candidat à la mairie de Lyon. En mars 2020, lors du premier tour des élections métropolitaines, la liste LREM-MoDem-UDI conduite par Gérard Collomb n’arrive qu’en troisième position, avec 17,3 % des suffrages, juste devant la liste dissidente de David Kimelfeld (17 %). En vue du second tour, à la surprise générale, Gérard Collomb se désiste en faveur du candidat divers droite François-Noël Buffet, arrivé en deuxième position ; en échange, la droite retire la candidature d’Étienne Blanc à la mairie, soutenant le dauphin de Gérard Collomb, Yann Cucherat. Le lendemain, La République en marche lui retire son investiture.
Le candidat écologiste Grégory Doucet est élu par le conseil municipal et lui succède le 4 juillet 2020. Après 19 ans passés à la tête de la mairie, Gérard Collomb, en tant que doyen de l'Assemblée à l'âge de 73 ans, passe lui-même l’écharpe tricolore au nouveau maire,. Il reste conseiller municipal et conseiller métropolitain d'opposition.
Lors de la campagne législative de 2022, il s'affiche avec plusieurs candidats exclus de Renaissance (ex-LREM), ce qui fait dire à la Tribune de Lyon qu'il « consomme sa rupture avec Emmanuel Macron ».

## Maladie et mort

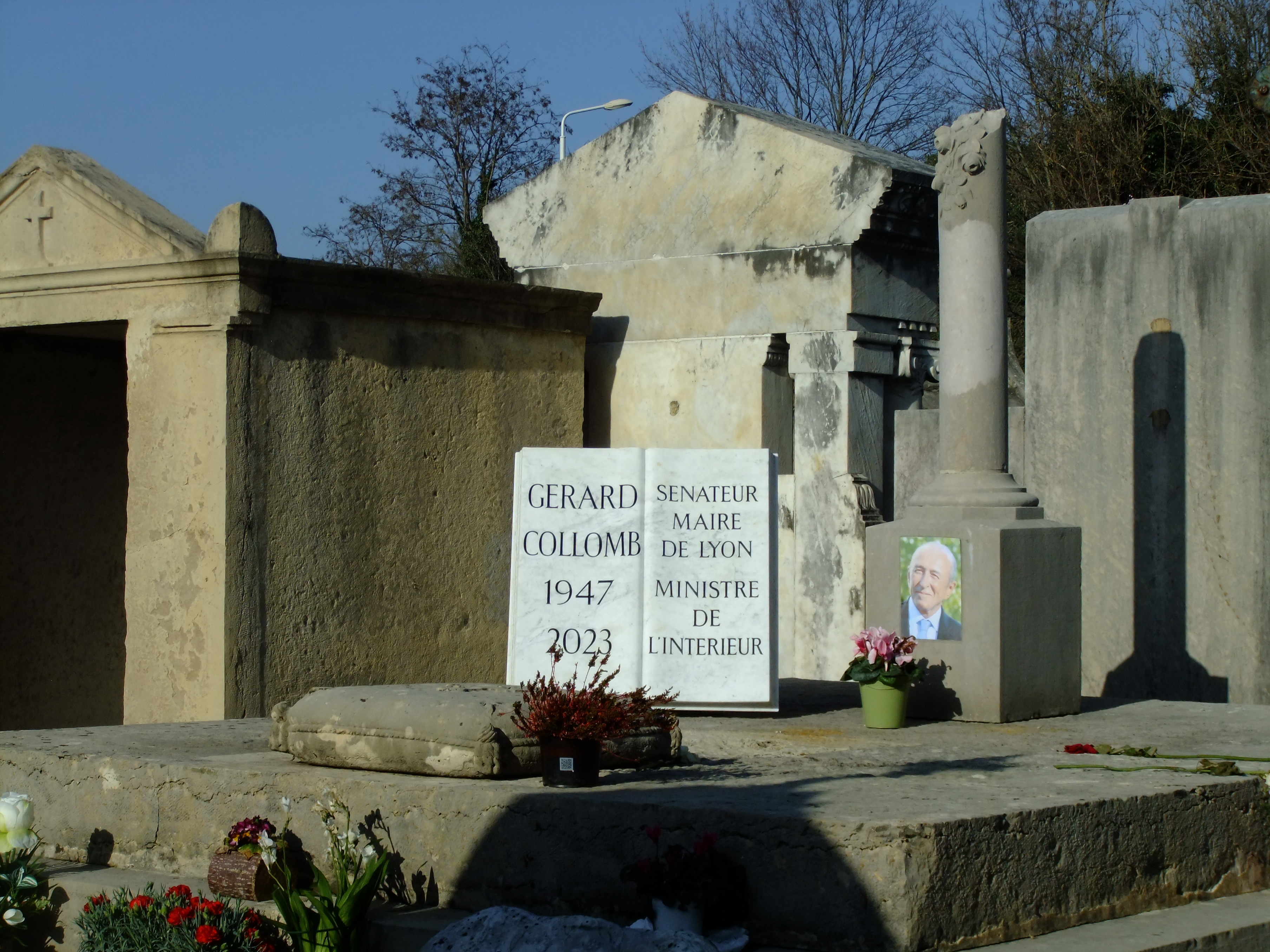
Sépulture de Gerard Collomb au cimetière de Loyasse.

Le 16 septembre 2022, Gérard Collomb révèle sur son compte Twitter être atteint d'un cancer de l'estomac,.
Après avoir bénéficié de traitements anticancéreux et alors que son état de santé se dégrade, il demande à bénéficier d'une sédation profonde. Il est pris en charge par le service d'oncologie de l'hôpital Lyon Sud. Gérard Collomb meurt à Pierre-Bénite le 25 novembre 2023, à l'âge de 76 ans,. Plusieurs personnalités politiques comme Emmanuel Macron, François Hollande, Élisabeth Borne ou Marine Le Pen lui rendent hommage,,.
À la demande de la famille, son cercueil est exposé dans l'hôtel de ville de Lyon du 27 novembre jusqu'à la date de ses obsèques ; cet honneur public avait été celui d'Édouard Herriot en 1957, ainsi que de Louis Pradel en 1976. Ses obsèques publiques ont lieu le 29 novembre en la Primatiale Saint-Jean de Lyon, en présence d'Emmanuel Macron et de nombreuses personnalités du monde de la politique, du sport, des arts et de la culture. Le défunt avait tenu à ce que 1 000 places soient réservées à ses anciens administrés. Durant la cérémonie, l'écrivain Marc Lambron, l'ancien Premier ministre et maire du Havre Édouard Philippe et le président de la République Emmanuel Macron prennent la parole pour lui rendre hommage.
Gérald Collomb est inhumé à Lyon, au cimetière de Loyasse.

## Polémique
Gérard Collomb accuse Philippe Meirieu de « terrorisme intellectuel » et le qualifie de « khmer vert » à la suite d'un accord conclu en novembre 2011 entre le PS et EELV ayant comme conséquence la désignation de ce dernier comme candidat dans la première circonscription de Lyon lors des élections législatives de 2012.

## Prises de position

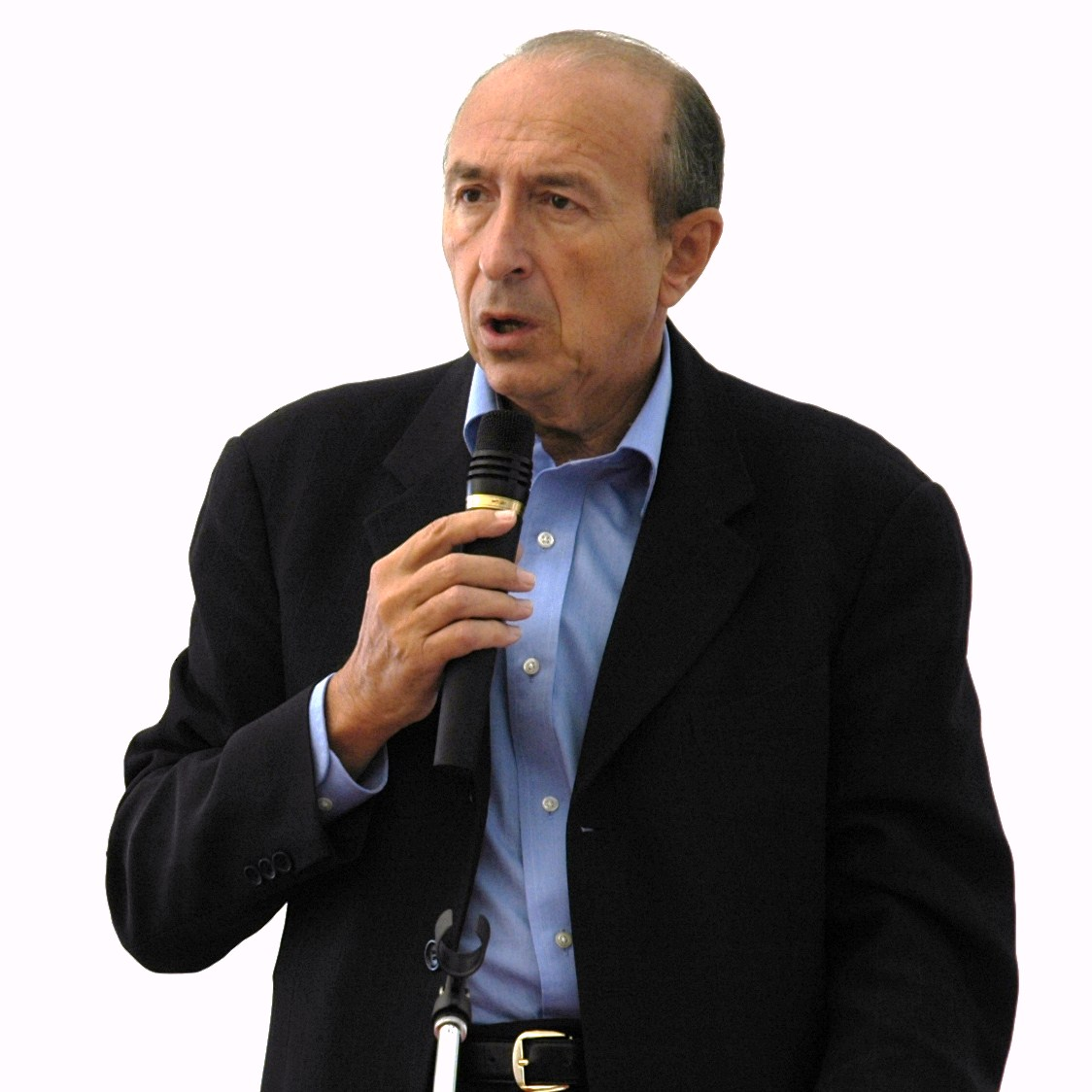
Gérard Collomb en 2007.

### Cumul des mandats
En 2012 et 2013, Gérard Collomb s'oppose à une plus grande limitation du cumul des mandats,. Il s'abstient de voter au Sénat sur le projet de loi restreignant cette pratique en 2014.

### Économie
Il fait partie de la frange sociale-libérale du Parti socialiste.

### Immigration
Après son départ du gouvernement, il tient plusieurs propos relatifs au contrôle de l'immigration, mettant en avant un lien entre immigration et l'état de la sécurité en France. Lors de son allocution de départ du ministère, le 3 octobre, il déclare : « Aujourd'hui, c'est plutôt la loi du plus fort qui s'impose, des narcotrafiquants, des islamistes radicaux, qui a pris la place de la République. […] Aujourd'hui, on vit côte à côte ; je crains que demain on ne doive vivre face à face ». Ces propos surprennent alors qu’il n’avait pas fait état publiquement d'une telle inquiétude lorsqu'il était ministre. Cependant, Valeurs actuelles rapporte le 30 octobre que Gérard Collomb déclarait dès février 2018 que la France « n’a plus besoin d'immigration », que « des communautés en France s'affrontent de plus en plus » et que « d'ici à cinq ans, la situation pourrait devenir irréversible »,,. Ses prises de position sur l'immigration lui font perdre le soutien des élus Europe Écologie Les Verts à Lyon. En novembre 2022, il s'attaque à la politique migratoire d'Emmanuel Macron et révèle les raisons de sa démission en 2018. « Si je m'étais exprimé avant la présidentielle, mon intervention aurait pu inverser le résultat de cette élection, et Marine Le Pen être élue. C'est pourquoi je me suis tu », confie-t-il au Point. Son départ serait dû à un désaccord avec Emmanuel Macron concernant la création de « centres contrôlés » pour accueillir les migrants, une initiative de la Commission européenne. Ces positions sont partiellement en contradiction avec les pratiques de la municipalité de Lyon qu'il a dirigée; en 2022, un livre (Jean-Pierre Steinhofer: "Quand l'Ouest perd le nord", éditions Oskedith, 2022) rappelle qu'en 2001, sa municipalité a négocié avec les autorités islamiques locales, lors des incidents dans les piscines municipales provoqués par des jeunes qui ne voulaient pas être en maillot de bain, négociations qui se sont conclues par le maintien de l'interdiction des shorts, mais par l'autorisation des boxers.

## Synthèse des résultats électoraux

### Élections législatives
| Année | Parti        | Parti | Circonscription | 1er tour | 1er tour | 1er tour              | 2d tour               | 2d tour               | 2d tour | Issue |
| Année | Parti        | Parti | Circonscription | Voix     | %        | Rang                  | Voix                  | %                     | Rang    | Issue |
| ----- | ------------ | ----- | --------------- | -------- | -------- | --------------------- | --------------------- | --------------------- | ------- | ----- |
| 1981  |              | PS    | 2e du Rhône     | 15 293   | 40,19    | 2e                    | 21 862                | 52,39                 | 1er     | Élu   |
| 1986  | Rhône        | PS    | 186 834         | 29,29    | 1er      | Scrutin proportionnel | Scrutin proportionnel | Scrutin proportionnel | Élu     |       |
| 1988  | 1re du Rhône | PS    | 12 042          | 37,46    | 2e       | 16 469                | 48,56                 | 2e                    | Battu   |       |
| 1997  | 1re du Rhône | PS    | 17 210          | 26,92    | 2e       | 9 192                 | 48,69                 | 2e                    | Battu   |       |

### Élections municipales
Les résultats ci-dessous concernent uniquement les élections où il est tête de liste.
| Année | Liste                              | Liste         | Commune | 1er tour | 1er tour | 1er tour | 2d tour | 2d tour | 2d tour   | Sièges obtenus | Sièges obtenus |
| Année | Liste                              | Liste         | Commune | Voix     | %        | Rang     | Voix    | %       | Rang      | CA             | CM             |
| ----- | ---------------------------------- | ------------- | ------- | -------- | -------- | -------- | ------- | ------- | --------- | -------------- | -------------- |
| 1995  |                                    | PS-PCF-Verts  | Lyon 9e | 4 585    | 34,92    | 1er      | 6 494   | 47,17   | 1er       |                | 7 / 9          |
| 1995  | Ville de Lyon                      | PS-PCF-Verts  | 43 043  | 32,96    | 2e       | 67 097   | 48,56   | 2e      |           | 27 / 73        |                |
| 2001  | PS – Les Verts – PCF – PRG – MDC   | Lyon 9e       |         | 44,70    | 1er      |          | 60,20   | 1er     |           | 7 / 9          |                |
| 2001  | PS – Les Verts – PCF – PRG – MDC   | Ville de Lyon | 43 043  | 32,96    | 1er      | 67 097   | 48,56   | 1er     |           |                |                |
| 2008  | PS - PCF - Verts - PRG - MRC - DVG | Lyon 9e       | 8 076   | 63,13    | 1er      |          |         |         | 24 / 27   | 8 / 9          |                |
| 2008  | PS - PCF - Verts - PRG - MRC - DVG | Ville de Lyon | 80 236  | 53,07    | 1er      | 20 190   | 50,14   | 1er     | 161 / 221 | 54 / 73        |                |
| 2014  | PS                                 | Lyon 9e       | 5 581   | 45,67    | 1er      | 7 504    | 59,58   | 1er     | 15 / 18   | 8 / 9          |                |
| 2014  | PS                                 | Ville de Lyon | 52 495  | 35,75    | 1er      | 65 659   | 50,64   | 1er     | 95 / 191  | 48 / 73        |                |
| 2020  |                                    | LREM-MoDem    | Lyon 9e | 1 909    | 22,36    | 2e       | 2 907   | 36,76   | 2e        | 4 / 27         | 1 / 9          |

### Élections métropolitaines
Les résultats ci-dessous concernent uniquement les élections où il est tête de liste.
| Année | Liste             | Liste          | Circonscription | 1er tour | 1er tour | 1er tour | 2d tour | 2d tour | 2d tour  | Sièges obtenus |
| Année | Liste             | Liste          | Circonscription | Voix     | %        | Rang     | Voix    | %       | Rang     | Sièges obtenus |
| ----- | ----------------- | -------------- | --------------- | -------- | -------- | -------- | ------- | ------- | -------- | -------------- |
| 2020  |                   | LREM-MoDem-UDI | Lyon-Ouest      | 4 389    | 23,34    | 2e       | 5 165   | 27,87   | 3e       | 1 / 11         |
| 2020  | Métropole de Lyon | LREM-MoDem-UDI | 48 959          | 17,29    | 3e       | Fusions  | Fusions | Fusions | 12 / 150 |                |

### Élections sénatoriales
Les résultats ci-dessous concernent uniquement les élections où il est tête de liste.
| Année | Partis | Partis     | Département | Voix  | %     | Rang  | Sièges |
| ----- | ------ | ---------- | ----------- | ----- | ----- | ----- | ------ |
| 2004  |        | PS-PCF-PRG | Rhône       | 1 040 | 35,60 | 1er   | 3 / 7  |
| 2014  | PS     | 866        | Rhône       | 26,10 | 2e    | 2 / 7 |        |

## Détail des mandats et fonctions
Selon L'Express, il est, en 2014, avec neuf mandats et fonctions, le sixième élu le plus « cumulard » de France. Côté cumul temporel des mandats, Gérard Collomb siège au conseil municipal de Lyon de 1977 à sa mort, soit en tant que conseiller municipal, soit en tant que maire.

### Au gouvernement
- 17 mai 2017 – 3 octobre 2018 : ministre d'État, ministre de l'Intérieur.

### À l’Assemblée nationale
- 2 juillet 1981 – 1er avril 1986 : député, élu dans la 2e circonscription du Rhône.
- 2 avril 1986 – 14 mai 1988 : député, élu dans le département du Rhône.

### Au Sénat
- 2 novembre 1999 – 17 juin 2017 : sénateur, élu dans le département du Rhône.
- 4 novembre – 5 décembre 2018 : sénateur, élu dans le département du Rhône.

### Au niveau local
- 25 mars 1977 – 25 novembre 2023 : conseiller municipal de Lyon.
- 1992-1999 : conseiller régional de Rhône-Alpes.
- 3 juillet 1995 – 25 mars 2001 : maire du 9e arrondissement de Lyon.
- 25 mars 2001 – 17 juillet 2017 : maire de Lyon.
- 20 avril 2001 – 10 juillet 2017 : président du Grand Lyon puis de la métropole de Lyon.
- 5 novembre 2018 – 4 juillet 2020 : maire de Lyon.
- 10 juillet 2017 – 25 novembre 2023 : conseiller de la métropole de Lyon.

### Autres fonctions
- 1994-1999 : membre du Conseil économique et social.
- 28 janvier 2009 – 16 novembre 2012 : président de l'association des communautés urbaines de France.
- 20 mai 2014 – 6 novembre 2015 : président de l'association des communautés urbaines de France.
- Au moins 2012[114] – 2017[115] : président du conseil de surveillance des hospices civils de Lyon.

## Distinctions
- Officier de la Légion d'honneur en 2021[116] remise par le président de la République Emmanuel Macron[117]
- Officier de l'Ordre national du Québec (2 mars 2015)[118],[119].
- Étoile d'or et d'argent de l'ordre du Soleil levant (2019)[120],[121].

## Postérité
En décembre 2023, la métropole de Lyon décide de renommer la station de métro « Gare de Vaise » en « Gare de Vaise – Gérard Collomb ».

## Publication
- Gérard Collomb, Et si la France s'éveillait, Paris, Plon, coll. « Tribune libre », 2011, 216 p. (ISBN 978-2-259-21423-0).